# Tronchetto (isola)

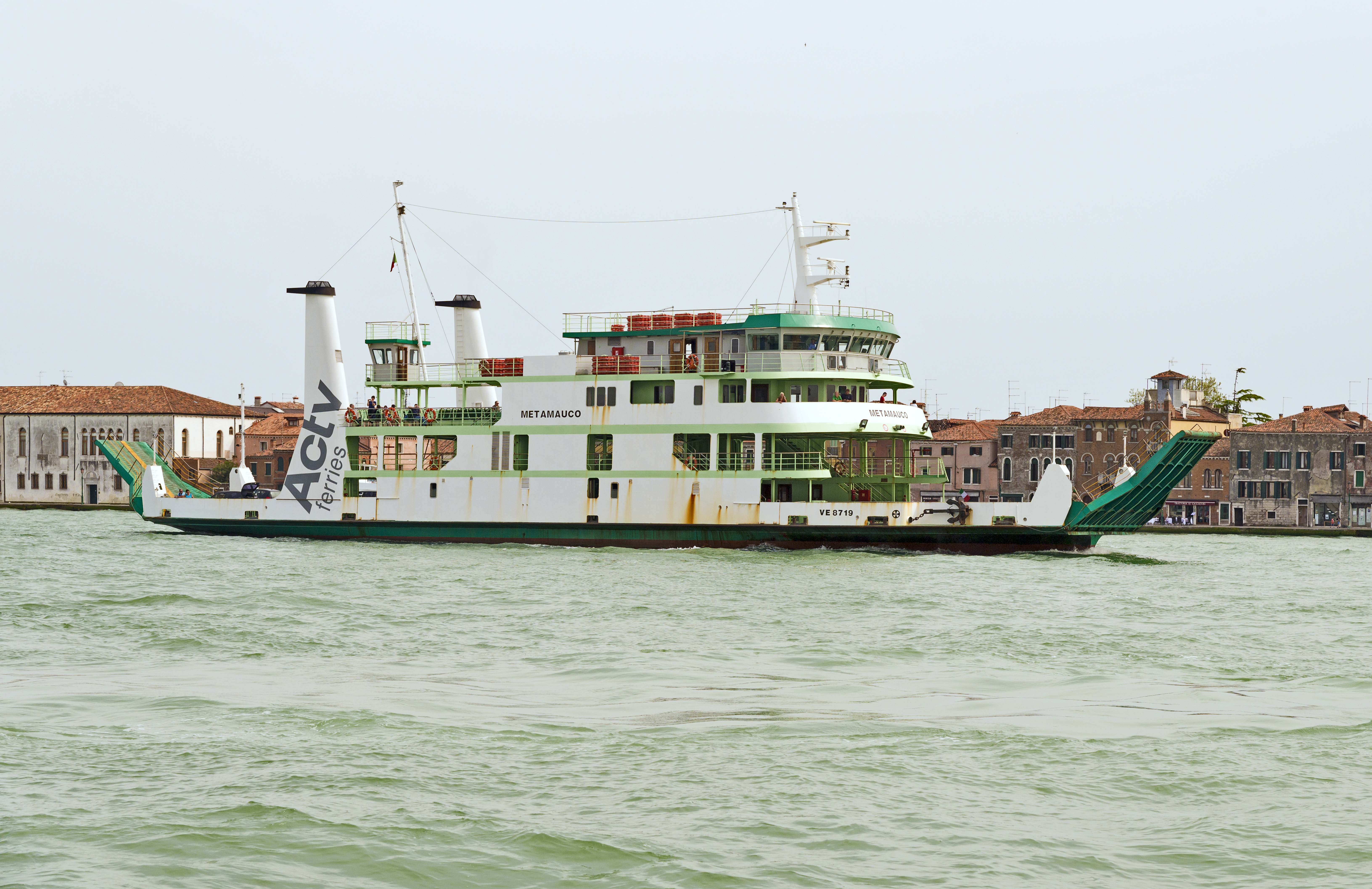
Mototraghetto, per il trasporto pubblico: Tronchetto-Lido

Il Tronchetto o Isola Nova (Troncheto o Ìxoła Nova in veneto) è un'isola artificiale della Laguna Veneta all'estremità occidentale di Venezia e a questa collegata.
Lo studio per la realizzazione dell'isola fu iniziato nel 1956 dall'ingegnere Eugenio Miozzi.
Nel 1958 si iniziò la costruzione dell'argine di contorno, negli anni sessanta del XX secolo l'isola fu completata con lo scarico di materiali di riporto per mezzo di una draga.
L'isola funge ora da terminale della rete stradale automobilistica assieme al contiguo piazzale Roma.
Vi sorgono parcheggi, un terminal turistico e da qui partono i collegamenti con il traghetto per il Lido di Venezia.
Inoltre vi sorge la sede dell'azienda di trasporti pubblici.
Dal 2010 è attivo il People Mover che garantisce un veloce collegamento con piazzale Roma, passando per la stazione marittima.
Dal settembre 2020 è operativa la Smart Control Room del Comune di Venezia, realizzata in collaborazione con TIM.